# Милане (песма из 1998)
„Милане” је фолк песма српске певачице Анице Миленковић. Објављена је 1998. године на њеном седмом албуму Миљеница, за издавачку кућу Гранд продакшн. Пратеће вокале певала је певачица Наташа Ђорђевић, и песма је микс новокомпоноване и старе изворне песме. Садржи део рефрена староградске песме „Мој Милане” (тачније стихове Мој Милане јабуко са гране, брала бих те, ал не смем од нане) док је остатак песме оригиналан, написан за певачицу. У питању је прва песма на албуму, а музику и остатак текста писао је Стева Симеуновић. Аранжман је радио Горан Ратковић Рале, који је и продуцент. Хармонику су свирали Зоран Тутуновић, Владица Миљковић и Синиша Туфегџић, а кларинет Ферус Мустафов.